# Maria Filotti
Maria Filotti (Batogu, 9 ottobre 1883 – Bucarest, 5 novembre 1956) è stata un'attrice e regista teatrale rumena.

## Biografia

### Infanzia e studi
Maria Filotti nacque a Batogu, vicino a Brăila, "un villaggio in campagna, tra le strade di Ianca e Deduleşti, vicino al fiume Călmăţui, che era alto, quando era asciutto come quando era allagato, annegando il raccolto." . Era nelle classi primarie quando vide la prima commedia. A quel tempo non esisteva una scuola superiore statale per ragazze a Brăila, quindi dopo essersi diplomata alla scuola elementare nel 1895 fu iscritta come stagista in un'istituzione privata, la "Scuola secondario per ragazze", guidata da un'associazione di insegnanti e che prendeva il nome dai suoi fondatori, un greco e un italiano: Penetis e Zurmali. L'esame di maturità lo sostenne presso il Liceo I.C. Massim, la sezione classica, che si concluse con un tema sull'argomento "L'opera politica e letteraria di Dumitrie Cantemir"p. 304. Il presidente della commissione esaminatrice in quel momento era il professore Ștefan Sihleanu, direttore del Teatro Nazionale di Bucarest. Sihleanu fu colui che scoprì le qualità artistiche di Maria Filotti. Dopo essersi diplomata, si iscrisse alla Facoltà di lettere, filosofia e legge, ma Ştefan Sihleanu le consigliò di scegliere il Conservatorio di Musica e Arte Drammatica.

### Carriera
Al Conservatorio ebbe come docente Aristizza Romanescu, che le disse di quanta gioia le potrà dare il palcoscenico e che riuscì a convincere il padre della futura artista, in occasione di un tour del teatro di Craiova in viaggio verso il Teatro Nazionale di Iasi, di non impedire a Maria di fare teatro.
Da quel momento il teatro la "catturò nelle sue reti", secondo la testimonianza dell'artista. Nel 1905 fece un ulteriore tour con Petre Sturdza - in Come foglie(Ca frunzele) di Giacosa - e poi Petre Liciu. Rinunciando alla facoltà di giurisprudenza, si laureò al Conservatorio con il ruolo di Fedra nel 1906. Nella primavera dello stesso anno Maria accettò, sotto la spinta della sua maestra, la proposta che le fece lo scrittore Haralamb Lecca, nominato direttore del Teatro Nazionale di Iasi, e firmò un contratto per una stagione al teatro a partire il 1 settembre 1906. Fu il motivo per il quale trasferì l'ultimo anno di studi presso la Facoltà di Lettere della Iasi. In vista dell'esame di laurea si preparò insieme a Nottara sia nello spettacolo teatrale Fratelli(Frații ) - nel quale recitava la parte insieme a colleghi che avevano superato l'esame - che in "Fântâna Blanduziei" (un spettacolo messo in scena per i laureati del 1906) con gli studenti delle classi dei due insegnanti assieme. L'esame si svolse sulla scena del Teatro Nazionale di Bucarest, dove saliva per la prima volta e dove Alexandru Davila, il direttore del Teatro Nazionale, era il presidente della commissione esaminatrice. Egli notò Maria e si offrì di farle firmare un contratto, ma in quel momento Haralamb Lecca, che considerava che Maria avesse bisogno di acquisire più sicurezza sulla scena, non accettò di recidere il contratto in atto che legava Maria al teatro di Iasi.

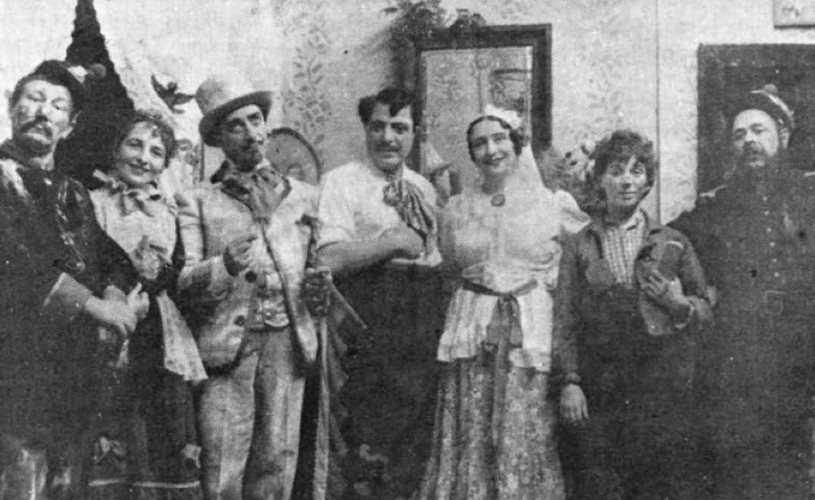
Maria Filotti in scena

In Iasi, nel primo anno di carriera, in un'anteprima dello spettacolo "Nel mondo grande" di Dumas-figlio, recitò il ruolo di Nerra di "Fontana Blanduziei" in un festival organizzato in occasione della cerimonia d'inaugurazione del busto di Vasile Alecsandri, di fronte al teatro nazionale. Nei pochi mesi della stagione, da ottobre 1906 al febbraio 1907 interpretò Berta in Victimele legii, Germaine in Banii di Octave Mirbeau, Clara Torini in Jucătorii de cărți di H. Lecca, Thomry in Martira di Jean Richepin, Heriette in Două orfeline e Vijelia di Bernstein e Nelly Rosier in Stafia bărbatului. Nell'aprile del 1907, durante il tour con Agatha Bârsescu, fu chiamata a Bucarest per firmare il contratto con il Teatro Nazionale. Fece il suo debutto sul palco del Teatro Nazionale di Bucarest la sera del 29 settembre 1907, in apertura della stagione, con il ruolo di Vidda in Razvan e Vidra di Hasdeu.
In 45 anni recitò in 167 spettacoli, di cui in 45 interpretò i ruoli principali. Ha suonato con i grandi antenati come Nottara, Aristizza Romanescu, Agatha Bârsescu, Petre Liciu ed ebbe come partner Aristide Demetriade, Nicolae Soreanu, Tony Bulandra. I ruoli furono molti e vario tipo, su più registri, da ingenue a donne fatali, regine, personaggi classici, personaggi leggendari, civette e "di volta in volta ... un vero uomo".
Per trent'anni fu docente al Conservatorio di arte drammatica di Bucarest. Nel 1930 venne eletta presidente dell'Unione degli artisti drammatici e lirici, fu una componente del Comitato internazionale della società universale di teatro e socia onoraria del Teatro Nazionale di Bucarest.
Con decreto n. 43 del 23 gennaio 1953 del Presidio della Grande Assemblea Nazionale della Repubblica Popolare di Romania, l'attrice Maria Filotti fu insignita del titolo di Artista del popolo della Repubblica Popolare Rumena "per meriti speciali, per risultati preziosi nell'arte e per attività meritorie".

### Vita personale
Maria Filotti era madre dello scrittore e produttore Ion Filotti Cantacuzino e nonna dell'attore Şerban Cantacuzino.

## Eredità

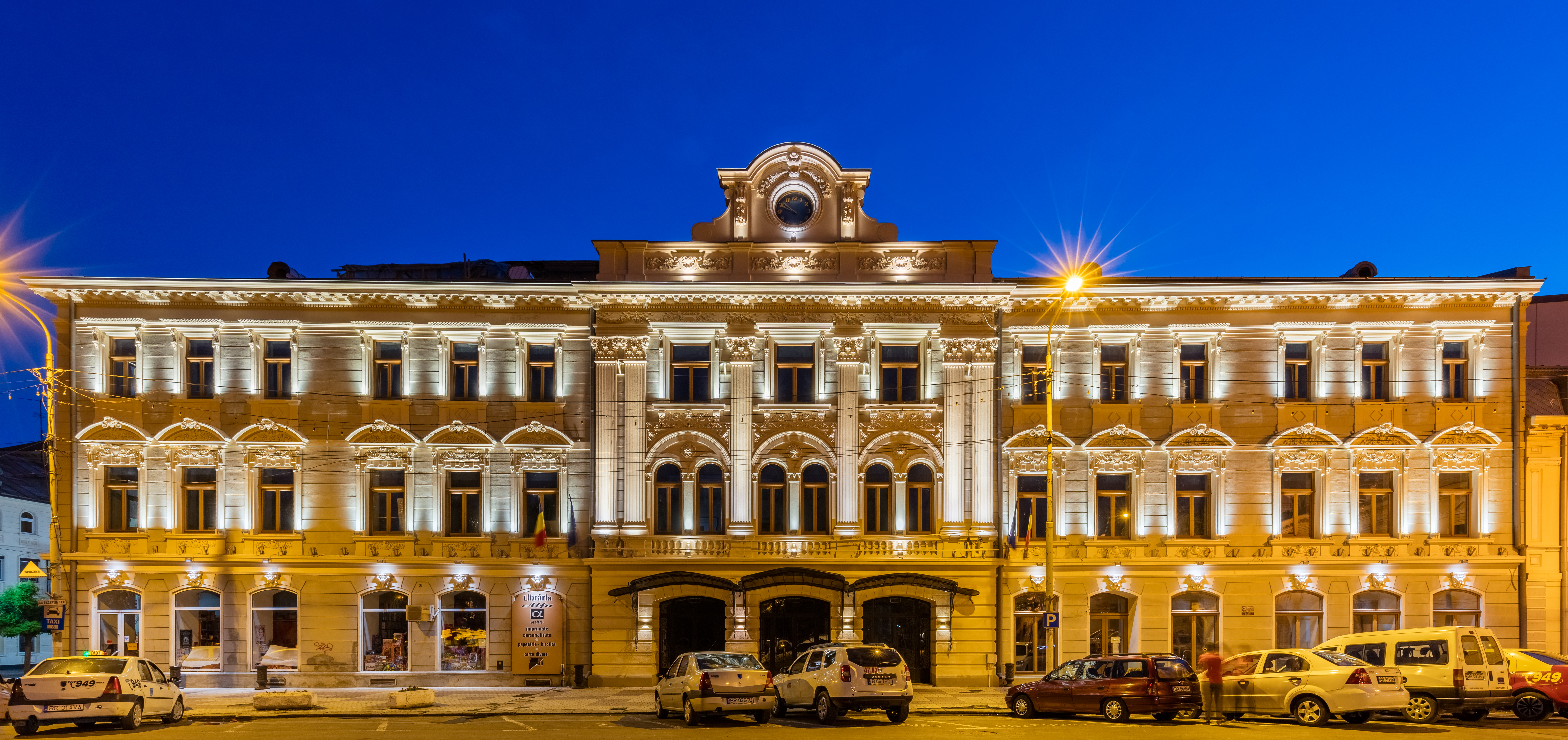
Teatro Maria Filotti, Braila, Romania

Nel 1969 il Teatro di Brăila prese il nome di Maria Filotti. Attivo come Teatro Rally dal 11 dicembre 1895 all'interno di un edificio costruito nel 1850 come Hotel Rally (che comprendeva il teatro, un hotel, un club, un ristorante, un cinema e una terrazza estativa) ospitò artisti nazionali ed internazionali. Qui Hariclea Darclée iniziò la sua carriera artistica nel 1881. L'edificio fu consolidato e restaurato tra il 1980-1988.

## Ruoli in teatro
- Gioconda in "Gioconda" di Gabriele D'Annunzio (stagiunea 1904 -1905)
- Silvia in "Suprema forță" di Haralamb Lecca (1904 - 1905, turneu)
- Nenela in "Ca frunzele" di Giuseppe Giacosa (1905 - 1906, turneu)
- Enriqueta in "Sângele spală" di José Echegaray (1905 -1906, turneu)
- Catherine di Septmonts ib "În lumea mare" di Alexandru Dumas figlio (1906 - 1907, Iași)
- Berta in "Victimele legii" di Landray (1906 - 1907, Iași)
- Clara Torini in "Jucătorii de cărți" di Hatalamb Lecca (1906-1907, Iași)
- Henriette in "Cele două orfeline" di A. d'Ennery e Cormon (1906-1907, Iași)
- Germaine Lechat in "Banii (Les affaires sont les affaires)" (1906-1907, Iași)
- Nelly Rozier in "Stafia bărbatului" di M. Hennequin e Bilhaud (1906-1907, Iași)
- Thomry in "Martira" di Jean Richepin (1906-1907, Iași)
- Elena de Bréchebel in "Vijelia (La rafale)" di Henri Bernstein (1906-1907, Iași))
- Elissa in "Rahab" di Rudolf von Gottschall (1906-1907, Iași))
- Lady Milford in "Intrigă și iubire" di Friedrich Schiller (1906-1907, turneu)
- Maria in "Magda (Heimat)" di H. Sudermann (1906-1907, turneu)
- Toinetta in "Eva" di Richard Voss (1906-1907, turneu)
- Neera in "Fântâna Blanduziei" de Vasile Alecsandri (1907 - 1908, București)
- Vidra in "Răzvan și Vidra" di Hașdeu (1907-1908)
- Eglea in "Dragoste cu toane" di J. W. Goethe (1907-1908)
- Corina in "Ovidiu" de Alecsandri (1907 - 1908)
- Zoe in "O scrisoare pierdută" di Caragiale (1922 - 1923)
- Contesa Almaviva in "Nunta lui Figaro" di Beaumarchais (1922 - 1923)
- Hedda Gabler in "Hedda Gabler" di Henrik Ibsen
- regina Elisabeta in "Maria Stuart" di Schiller (1923 - 1924, Comp. Bulandra)
- Irina in "Pescărușul" di Cehov (1923 - 1924)
- Zoe in "Gaițele" di Alexandru Kirițescu (1949 -1950, Teatrul Național)
- Melania in "Egor Bullciov și alții" di Maxim Gorki (1950 -1951)
- Adela in "Citadela sfărâmată" di Horia Lovinescu (1954 - 1955)

## Filmografia
- Independența României (1912) - ruolo: una contadina
- Pe valurile fericirii (film non concluso, 1920)
- Visul unui nopți de iarnă  (1946) - ruolo: Natalia Panait

## Collezione commemorativa "Maria Filotti"
Per desiderio dell'artista, la sua casa a Bucarest, situata il 12, Sector 1, Vasile Pârvan Street, fu trasformata in un museo e aperta al pubblico nel 1965, cercando di mantenere intatta l'atmosfera della vita dell'artista. La Collezione Memorial Maria Filotti presenta dipinti, foto, documenti e oggetti personali della vita e della carriera dell'artista, descrive attimi di vita sua e dei suoi colleghi, dal suo debutto a Iaşi fino alla sua morte. Una serie di documenti si riferisce al teatro iniziato dall'attrice.